# Batalha do Trébia
A Batalha do Trébia deu-se em 18 de dezembro de 218 a.C., junto das margens do rio Trébia, na província itálica de Emilia, na qual o general romano Tibério Semprônio Longo foi derrotado pelo exército cartaginês comandado por Aníbal, em um dos sucessos bélicos mais importantes das Guerras Púnicas onde se confrontaram Romanos e Cartagineses.

## Antecedentes
Enfermo, devido a um ferimento, e abalado pela deserção dos gauleses, Públio Cornélio Cipião estava determinado a não se envolver em combate contra o cartaginês até que a ele se reunisse seu companheiro cônsul, Semprônio. Este último, tendo colocado seus legionários sob juramento de retornarem a Arímino (atual Rimini) o mais rápido que pudessem (uma aterradora marcha desde o extremo sul da Península Itálica até o nordeste, na costa do Adriático, em uns quarenta dias), estava agora em posição de atravessar suas duas legiões por Placência. Cipião, contudo, em vez de ficar na cidade dotada de guarnição, decidiu, de acordo com Políbio, "levantar acampamento e marchar em direção ao Rio Trébia". Ele esperava encontrar nas colmas ao redor do rio um local mais seguro onde acampar e reter os cartagineses até receber reforços.

## Início da ação
Aníbal não poderia deixar de receber a notícia desse deslocamento de tropas; tão logo Públio Cornélio Cipião iniciou sua retirada, ele enviou seus númidas para seguirem os romanos em sua marcha. Era o momento em que Cipião com certeza teria sido atraído para a batalha e totalmente destruído. Os númidas, contudo, incapazes de resistir à tentação de assaltar e saquear, deixaram de lado a perseguição e, tendo pilhado os restos do acampamento romano, atearam-lhe fogo. Embora alguns de sua retaguarda tenham sido mortos ou capturados, Cipião conseguiu se estabelecer num acampamento solidamente fortificado ao longo das pequenas colinas acima do rio. Aníbal não iria atrás dele. Quando a batalha viesse, ela se faria nos seus próprios termos; ele não tinha qualquer intenção de conduzir suas tropas através do Trébia para encontrar, do outro lado, um já entrincheirado exército romano. Nesse meio tempo, um pouco de boa sorte veio ao seu encontro: a cidadela vizinha de Clastídio, usada como depósito de provisões pelos romanos, foi traída por seu comandante (por um grande suborno, diz Lívio), e seu celeiro serviu bem aos cartagineses quando instalou-se o inverno do norte da Península Itálica. Chuva, geada, ventos gelados e a terra ao redor tornando-se mais e mais enlameada — estas eram as condições que ambos os lados enfrentavam quando o ano chegava ao fim.
Semprônio agora movia-se através de Arímino (atual Rimini) e reunia-se a Públio Cornélio Cipião. Embora seu exército tivesse marchado desde a Sicília e daí atravessado quase toda a extensão da Península Itálica — uma excelente prova da resistência e disciplina romanas — continuava relativamente forte. Ao contrário das tropas de Cipião, maltratadas durante o levante gaulês e já atingidas pelos primeiros golpes dos cartagineses, Semprônio e seus homens, preparados como estavam para o ataque a Cartago, mal podiam esperar pelo contato com o inimigo. Isso era especialmente válido para o próprio Semprônio, um homem ambicioso, particularmente ansioso para combater antes que expirasse seu período consular. O fato de Cipião estar quase completamente fora de ação por causa de seu ferimento significou, na prática, a transferência do comando para as mãos de Semprônio; contudo, a fraqueza do sistema — o comando dividido — comprometeu, indubitavelmente, toda a reação romana à presença de Aníbal na região. Cipião era a favor da protelação, de esperar durante o inverno, mantendo Aníbal em apuros mas sem envolver a eles próprios num conflito sério, até que o clima mais aceitável do ano novo se instalasse — quando, também, seriam reforçados por Roma. Semprônio julgou que, com seus dois exércitos consulares unidos e contando com as forças de seus aliados latinos e gauleses, havia homens em número mais que suficiente para enfrentar as forças cartaginesas sem muito risco. O tempo era mais hostil aos cartagineses do que aos romanos — acostumados que estavam com tais invernos — e, apesar de as tropas de Aníbal terem sido reforçadas pelos gauleses, elas dificilmente estariam em boas condições tão imediatamente após a travessia dos Alpes.

## As tropas
Com essa reunião, pouco antes da batalha do Trébia, as forças consulares somavam cerca de dezesseis mil romanos, somadas a vinte mil aliados e quatro mil cavaleiros. O exército de Aníbal era menor — consistindo de vinte mil soldados de infantaria entre africanos, ibéricos e celtas, enquanto sua cavalaria, incluindo os aliados celtas, contava cerca de dez mil. Aníbal, conseqüentemente, possuía uma cavalaria mais numerosa, mas sua infantaria era inferior em quantidade, e a maioria de seus homens estava longe de suas melhores condições físicas. É quase certo que cada lado tivesse uma bastante acurada estimativa da força de seu inimigo, pois os gauleses que transitavam entre as linhas — alguns pró-romanos, outros pró-cartagineses — devem ter levado sua contribuição aos oficiais dos dois exércitos. Não obstante, é provável que o sistema de informação de Aníbal fosse melhor, já que um maior número de gauleses inclinavam-se a agir em favor dos cartagineses. Ele mantinha também, desde os primeiros dias em que planejou sua campanha, um sistema de espionagem muito eficiente na Península Itálica. É improvável que não soubesse das diferenças entre os dois cônsules, e que não tivesse pesado o fato de Semprônio estar no comando efetivo — particularmente quando os exércitos aproximavam-se da batalha — e Públio Cornélio Cipião, inapto para ir a campo. Era sobre a conhecida ambição e o desejo de rápida vitória acalentada por Semprônio que ele tinha que basear toda a sua estratégia.

## Semprônio em ação
Procurando um pretexto para agir, Semprônio não demorou a encontrá-lo. Aníbal estava preocupado com o fato de que um certo número de gauleses da região entre o Trébia e o rio Pó negociava tanto com romanos quanto com cartagineses — esforçando-se para lucrarem com o iminente conflito. Despachou, então, dois mil soldados de infantaria e mil cavaleiros para uma incursão na terra deles, esperando assustá-los dentro do acampamento cartaginês, e também provocar uma resposta romana. Esta não tardou a vir, pois quando os gauleses procuraram os romanos pedindo ajuda, Semprônio imediatamente enviou a maioria de sua cavalaria e mil soldados de infantaria.
Uma vez cruzado o Trébia, entraram em combate com o grupo invasor de Aníbal; seguiu-se um tumultuado combate menor, no qual os romanos foram superiores. Tal escaramuça teve o efeito desejado; como relata Políbio "Tibério (Semprônio), exaltado e cheio de alegria por seu sucesso, era todo ansiedade para travar uma decisiva batalha o mais breve possível". O conselho de Públio Cornélio Cipião, a saber, que seria melhor esperar suas legiões melhorassem seu desempenho com exercícios de inverno, e contar com o fato de que os infiéis celtas em breve desertariam Aníbal, foi ignorado. Semprônio "estava ávido para desferir ele próprio o golpe decisivo e não desejava que Cipião estivesse presente na batalha, ou que os cônsules designados tomassem posse antes de tudo terminar — e esse momento agora estava próximo".
Tudo acontecia de acordo com os desígnios de Aníbal, e sua visão da situação era semelhante à de Cipião. Os romanos, com certeza, fariam melhor se esperassem, mas ele, queria ação rapidamente — enquanto Semprônio permanecia no comando efetivo, enquanto seus próprios gauleses ainda aguardavam ansiosos a batalha e antes que os romanos tivessem mais tempo para treinar suas inexperientes tropas, até então não testadas em batalha. Sobre o moral dos homens de Aníbal, Políbio sabiamente comenta que, "quando um general traz seu exército para um país estrangeiro e está engajado num empreendimento de tanto risco, sua única fonte de segurança consiste em manter constantemente vivas as esperanças de seus aliados".

## A estratégia de Aníbal
Como todos os grandes generais, Aníbal sabia como fazer a terra trabalhar em seu favor. Treinado desde criança em acampamentos, e desde a juventude na guerra, assimilara um especial conhecimento de espaço, densidade e configuração da terra que o cercava, característica rara que o distinguia de outros militares. Ele havia notado, durante sua inspeção do território entre seu próprio acampamento, no lado ocidental do Trébia, e o rio, um pequeno curso d'água de margens íngremes com densos arbustos e moitas. À primeira vista, passaria despercebido, especialmente na chuva e na opaca luz do inverno. Ficava ao sul de seu acampamento, ao sul da planície através da qual qualquer exército teria que passar para atacá-lo. Se Aníbal pudesse atrair os romanos através do Trébia, colocando suas próprias tropas ao norte desse local "bem apropriado para uma emboscada", então seria possível esconder tropas na região que apenas esperariam até que passasse o inimigo para atacá-lo pela retaguarda. Políbio, com sua experiência militar, comenta: "Qualquer curso d'água com uma estreita margem e juncos ou samambaias (…) pode ser utilizado não só para ocultar soldados de infantaria, mas também cavaleiros desmontados, às vezes, tomando-se o cuidado de colocar-se os escudos com detalhes muito visíveis dentro de saliências do solo e esconder os elmos sob eles".
Aníbal possuía, agora, um conselho de guerra. Ele sabia que Semprônio, especialmente desde o seu pequeno sucesso sobre o grupo invasor cartaginês, estava pronto e ansioso para lutar. Ele só necessitava de um pequeno encorajamento — uma nova incursão, talvez, mas desta vez em seu próprio acampamento. Com sua agressiva confiança, o cônsul romano jamais seria capaz de tolerar um gesto imprudente como um ataque ao próprio acampamento romano. Tudo dependia do sucesso da emboscada. Aníbal selecionou seu irmão caçula Magão — ansioso para ganhar suas esporas — e colocou-o no comando de uma força escolhida de mil soldados de infantaria e mil cavaleiros. As ordens de Magão eram deixar o acampamento após escurecer, tomar posição nos arbustos ao redor da pequena ravina e ficar ali escondido até que julgasse ser o momento oportuno. Aníbal, então, explicou exatamente o seu plano para a ação principal.
Ao amanhecer do dia seguinte, todos os cavaleiros númidas que portavam armas leves cruzaram o Trébia e, na opaca luz matinal, fariam um ataque ao acampamento romano. Sua parte no trabalho do dia era importantíssima, e Aníbal prometeu-lhes recompensas apropriadas se atingissem o resultado que ele esperava. Assim que os romanos acordaram e começaram a reagir às flechas e azagaias dos cavaleiros saqueadores, estes bateram em retirada, mas não antes de dar ao inimigo tempo para montar seus cavalos e sair em sua perseguição. O objetivo era atrair não somente a cavalaria romana, mas todo o exército através do Trébia para dentro da terra plana onde as tropas de Aníbal estariam posicionadas para a batalha.

## A reação romana
|   | Locations                  | Comments |
| - | -------------------------- | --- |
| 1 | Campo Cartaginês           | Localização exata desconhecida |
| 2 | Cavalaria cartaginesa      | 10 000 no total, 5 000 cada ala. Elefantes em cada ala também.                                                                     |
| 3 | Infantaria cartaginesa     | 20 000 de infantaria pesada apoiada por 8 000 de infantaria leve fora do fronte, caindo atrás das alas.                            |
| 4 | Destacamento de Mago Barca | 1 000 infantaria, 1 000 cavalaria                                                                                                  |
| 5 | Rio Trébia                 | Representação esquemática somente.                                                                                                 |
| 6 | Cavalaria romana           | 4 000 no total, 2 000 cada ala? |
| 7 | Infantaria romana          | Mais de 38 000 no total: 18 000 Romanos incluindo 12 000 pesados e 6 000 leves, 20 000 Itálicos, número desconhecido de Cenomanos. |
| 8 | Campo Romano               | Campo de Semprônio. O campo de Cipião era em Ripa Alta a montante do rio.                                                          |
| 9 | Rio Pó                     | Aproximação |
| 0 | Cidade de Placência        | Aproximação. Problema: os 20 000 Romanos sobreviventes estavam na margem esquerda ainda e retornaram a Placência.                  |

Cartagineses
Romanos

Semprônio, assim que os númidas caíram sobre seu acampamento, imediatamente despachou sua própria cavalaria para combatê-los. Tudo poderia ter se resumido a não mais do que uma escaramuça, com os númidas partindo assim que a cavalaria pesada chegasse; mas o cônsul havia mordido a isca. Determinado a infligir aos cartagineses uma severa derrota — ou até mais — enviou seis mil soldados de infantaria armados com azagaias e pôs-se a movimentar todo o exército. "Era", como nos diz Lívio, "um dia de tempo terrível (…) na época do ano em que os dias são mais curtos; nevava na região entre os Alpes e os Apeninos, e a proximidade de rios e pântanos intensificava o amargo frio". Enviando seus númidas na primeira luz da manhã, Aníbal garantira que os romanos, surpreendidos sem que tivessem feito uma refeição matinal, fossem obrigados a apressar-se, despreparados e ainda meio adormecidos. Seus próprios homens, contudo, prevenidos e bem-informados, fizeram seu desjejum com calma, colocaram-se à frente de fogueiras para se aquecer e juntaram seus corpos contra o frio, o vento e a geada. Os cavalos receberam comida e água, e foram tratados e preparados; os elefantes também receberam cuidados, pois seriam utilizados à frente da cavalaria em cada flanco do exército, para darem proteção aos seus próprios cavaleiros. Para Aníbal, aquela seria uma batalha especial, modelo de cuidado e elaboração que ele iria rememorar nos anos vindouros.
Os romanos, em sua obstinada e característica bravura, formaram-se e rumaram em direção ao rio. Aqui Aníbal fez com que as forças da natureza trabalhassem para ele: "De início seu entusiasmo e avidez os sustentaram, mas quando tiveram de cruzar o Trébia inundado devido à chuva que caíra durante a noite vale acima (…) a infantaria teve grande dificuldade para atravessar, com a água à altura do peito". Prossegue Políbio: "O resultado foi que a força toda sofreu muito com o frio e também com a fome, à medida que o dia avançava".
Aníbal esperou sem tentar nenhum ataque até que os romanos cruzassem o rio, e só então determinou que cerca de oito mil lanceiros e fundibulários atacassem o inimigo enquanto refazia sua formação. Os fundibulários baleárides, com sua precisão mortal, acertavam os soldados como se fossem pássaros pousados, pois, com o fluxo d'água, desfazia-se a formação de linha; os lanceiros, vestidos com trajes leves, selecionavam e flechavam alvos individuais, espetando-os no chão, ao passo que eles próprios permaneciam fora do alcance do corte e perfuração dos gládios romanos. Essa espada fina e curta tinha seus méritos quando usada por soldados numa linha disciplinada, mas ficava em desvantagem no combate individual.
Movendo-se com calma enquanto as forças avançadas despedaçavam os romanos assim que formavam fileiras, as tropas de Aníbal tiveram tempo de se posicionar quase como para uma parada cerimonial. Para a operação desse dia, Aníbal permitiu uma longa fileira de infantaria: portando armas pesadas, os africanos e os ibéricos serviam de reforço aos gauleses; a cavalaria, em cada flanco, com os elefantes e seus condutores despontando à frente dos cavaleiros — visão atemorizante sob os frios e encobertos céus de inverno. Semprônio, como lemos, "avançou contra o inimigo em imponente estilo, marchando ordenadamente a passo lento".

Batalha do Trébia - Movimento das tropas

As tropas armadas com armas leves começaram a batalha, mas mesmo aqui os cartagineses estavam em vantagem, pois os romanos haviam gasto a maioria de seus projéteis de arremesso contra o selvagem primeiro ataque dos númidas. Assim que as forças ligeiras recuaram entre as lacunas deixadas nas fileiras para eles, o primeiro choque da infantaria pesada ocorreu. Quando os núcleos entraram em combate, a cavalaria cartaginesa direcionou seus ataques para ambos os flancos do inimigo, investindo vigorosamente para o assalto e possuindo superioridade numérica. As alas romanas começaram a ceder e, ao fazerem isso, os cavaleiros ligeiros númidas e os lanceiros cartagineses, seguindo sua própria cavalaria pesada, tiraram vantagem do ponto fraco deixado em cada flanco da infantaria romana.
Enquanto ambos os núcleos se empenhavam no combate corpo-a-corpo, a cavalaria romana retrocedia e sua infantaria em cada flanco começava a entrar em colapso. A armadilha de Aníbal estava ativada. Surgindo de seus esconderijos na ravina oculta pela chuva, por detrás dos romanos, Magão e sua força especial atacaram com grande ímpeto para atingir o núcleo do inimigo pela retaguarda. Barrindo em meio ao granizo que caía, os elefantes ajudavam a fazer recuar a ala que, atormentada pelos númidas e outras tropas ligeiras, começou a cair no turbulento e gelado rio atrás dela.
Os legionários romanos na vanguarda, com os flancos expostos e a retaguarda sob ataque, lutaram corajosamente e romperam a estreita fileira cartaginesa. Dez mil deles conseguiram manter a formação disciplinada e retirar-se até Placência.

## A retirada romana
Julga-se que tenha sido uma retirada organizada de maneira notável, com uma eficiente retaguarda lutando contra os perseguidores cartagineses, para que eles ainda conseguissem cruzar o Trébia novamente e alcançar a cidade que servia de guarnição (algo que Lívio deixa de mencionar). O resto do exército romano, tanto a cavalaria quanto a infantaria, dispersou-se em esfarrapados grupos em meio ao avanço cartaginês e o súbito ataque de Magão Barca e seus homens pela retaguarda. A maioria dos que não morreram em campo foi trucidada quando tentava cruzar o volumoso rio; os que escaparam juntaram-se à retirada geral rumo a Placência. Os cartagineses foram sábios e — sem dúvida por ordem de Aníbal — não tentaram perseguir o inimigo além da linha do rio.

## Consequências
Triunfaram nesse dia a estratégia e o planejamento tático. Os romanos ficaram desorientados, e seus exércitos em pedaços ou dispersados em fuga. Milhares de romanos e seus aliados haviam sido mortos e milhares tornaram-se prisioneiros. O caminho para o sul através dos Apeninos estava aberto ao invasor. Uma coisa que, de certo modo, a batalha demonstrara — a falha de seu próprio núcleo ante a penetração romana — deve ter sugerido a Aníbal um estratagema que empregaria no futuro, no distante campo de Canas. A maioria das baixas em suas tropas ocorrera entre os gauleses, possivelmente por causa de seus ataques selvagens e indisciplinados, ou porque não eram tão bem protegidos por armaduras corporais quanto os cartagineses. Aníbal trataria de corrigir esse defeito, treinando cuidadosamente suas novas tropas e distribuindo entre eles escudos, elmos e armaduras recolhidas dos romanos capturados. Pesadas perdas haviam ocorrido entre os elefantes — Políbio afirma que todos menos um foram mortos, e Lívio diz "quase todos" — mas isso apenas demonstrou sua incompatibilidade com o terreno e o clima da península Itálica.
Uma tentativa foi feita pelos romanos, particularmente por Semprônio, de disfarçar a natureza de sua derrota, afirmando que seu exército apenas fora impedido de vencer pela violência do clima. O real estado de coisas não podia ser escondido por muito tempo, pois os cartagineses ainda continuavam acampados; os gauleses, hesitantes quanto à sua futura aliança, juntaram-se a Aníbal sem qualquer objeção, e os remanescentes dos dois exércitos consulares bateram em retirada para Placência e Cremona. As notícias de que Aníbal atravessara os Alpes ressoaram em Roma; o conflito da cavalaria no Ticino fora como a primeira e decisiva batida no rufar de um sinistro tambor; mas a derrota de dois exércitos consulares no Trébia não soou como um murmúrio de trovão nas distantes colinas, mas como um profundo estrondo de uma avalanche que avançava e iria sacudir Roma até os seus alicerces.

## Teatro de operações

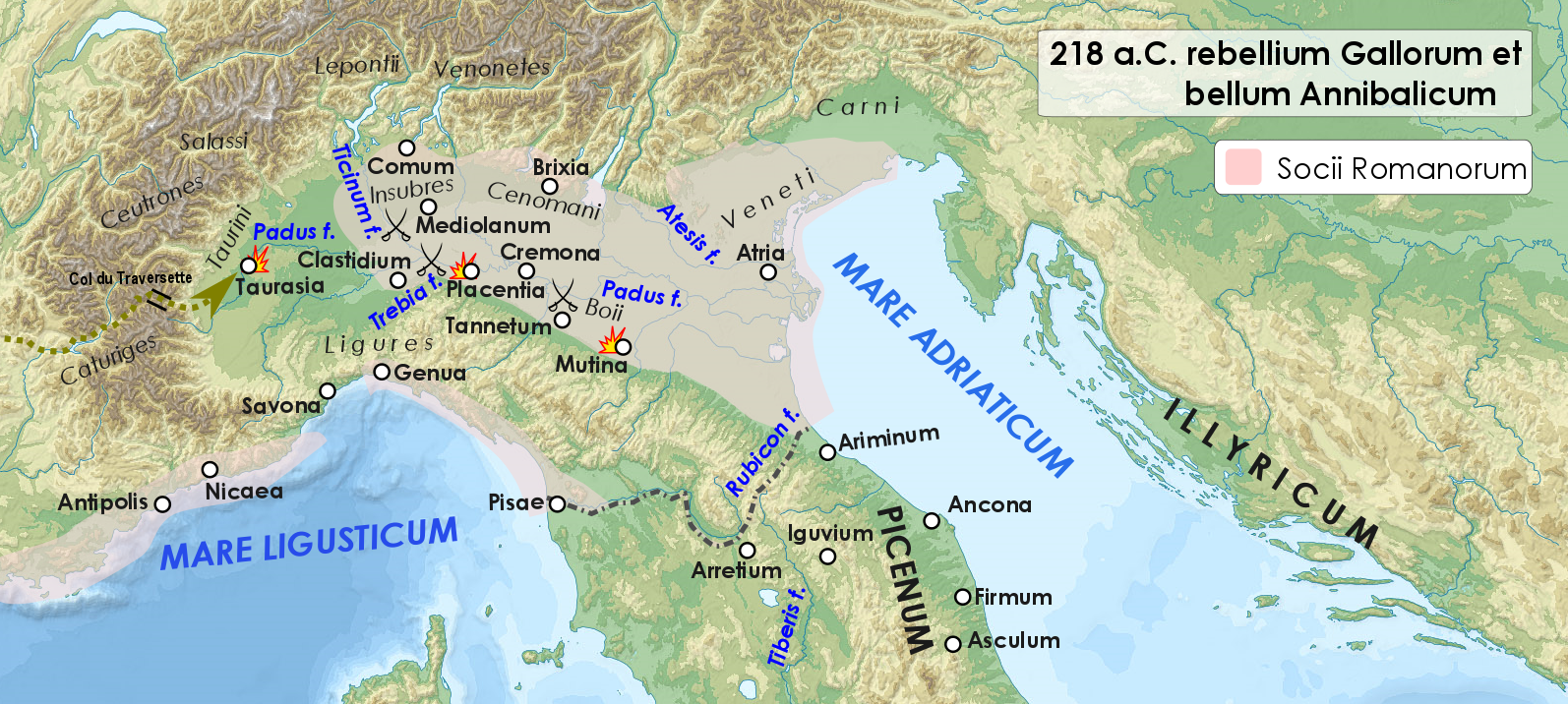
A Gália Cisalpina, teatro das operações no outono de 218 a.C.: da revolta dos boios com Cerco de Mutina às vitórias de Aníbal na Batalha de Ticino e na Batalha do Trébia.